# Réversion
 (janvier 2009).
Si vous disposez d'ouvrages ou d'articles de référence ou si vous connaissez des sites web de qualité traitant du thème abordé ici, merci de compléter l'article en donnant les références utiles à sa vérifiabilité et en les liant à la section « Notes et références ».
Pour les articles homonymes, voir Réversion (homonymie).
La réversion est, en génétique, plus précisément dans le domaine de la biologie de l'évolution, le retour d'un caractère à un état primitif se manifestant par une mutation génique dans l'ADN permettant de retrouver les fonctions d'un gène après qu'il les a perdues à la suite d'une première mutation. Ce phénomène a permis aux biologistes de déterminer des lois mathématiques de réversion par l'atavisme convergent.
La découverte de la réversion remet en cause la loi de Dollo qui, énoncée par un paléontologue franco-belge du XIXe siècle, posait la nature irréversible de l'évolution.
Il existe 2 types de réversion:
- les réversions vraies : le retour à l'état initial du gène. On appelle révertant vrai, les cellules issues de ce type de mutation.
- les reversions fausses : état différent de l'initial, mais permettant le rétablissement de la fonction. On appelle suppresseur (en) les cellules issues de ce type de mutation.